# Juan Carlos Muzzio
Juan Carlos Muzzio, né en 1946, est un astronome argentin.

## Biographie
Diplômé en 1960 en ingénierie de l'Université de Buenos Aires et en Sciences astronomique et géophysique à l'Université nationale de La Plata, il a commencé sa carrière à l'observatoire Steward dans l'Arizona avant d'évoluer à l'Université nationale de La Plata et de devenir ensuite directeur de l'Institut d'Astrophysique de cette même Université.
Le Centre des planètes mineures le crédite de la découverte de deux astéroïdes, effectuée au cours de l'année 1979.
L'astéroïde (6505) Muzzio lui a été dédié.
| (3666) Holman | 19 avril 1979 |
| (7372) Emimar | 19 avril 1979 |